# Johan Peter Johanson
Johan Peter Johanson, född 11 april 1850 i Snöstorps socken, död där 29 januari 1938, var en halländsk gåramålare.
Johan Peter Johansson var son till lantbrukaren Johannes Jakobsson. Han började måla och teckna redan som liten pojke och fick ofta måla porträtt och minnestavlor i hemtrakterna. Han utförde bland annat transparanger till äreportar vid bröllop. Han övertog föräldrahemmet Assarp 1:2 i Snöstorp men miste i en sprängolycka hemma på gården vänster arm och synen på ena ögat. Efter detta sålde han gården och lät bygga en stuga på en avstyckad del av tomten. Johanson var under många år verksam som kommunalman i Snöstorp. Han försörjde sig i stället på måleriet, främst så kallade "matsalstavlor", stilleben med vinkaraffer och frukter. Under 1920-talet började han även ägna sig åt att måla gårdar i trakterna runt Snöstorp. Han gjorde även byggnadsritningar och har bland annat ritat skolbyggnaderna i Fyllinge och Furet. Johan Peter Johansson lät även måla av Snöstorps gamla medeltidskyrka i samband med dess rivning, en målning som nu hänger i den nya kyrkan.